# Mârza
Mârza – wieś w Rumunii, w okręgu Dolj, w gminie Sălcuța. W 2011 roku liczyła 532 mieszkańców.